# Kiellauf
Der Kiellauf ist eine seit 1988 jährlich stattfindende Sportveranstaltung in Kiel. Zum Programm gehören ein Halbmarathon, ein 10,4-km-Volkslauf, ein 5,3-km-Schülerlauf, ein 2,9-km-Schülerlauf und ein Bambinilauf. Die Ergebnisse des Halbmarathons werden dem Kiel Cup angerechnet.
2017 nahmen insgesamt über 10.000 Teilnehmer an den unterschiedlichen Läufen teil.